# Real Oviedo
Real Oviedo – hiszpański klub piłkarski, grający obecnie w Primera División, mający siedzibę w mieście Oviedo. Został założony 26 marca 1926 roku i jest tym klubem z Asturii, który najwięcej razy występował na szczeblu Primera División.
Barwy klubu to kolory biały i niebieski. Domowe mecze zespół rozgrywa na stadionie Carlos Tartiere, mogącym pomieścić ponad 30 tysięcy widzów.

## Historia
Po raz pierwszy w Primera División Real Oviedo wystąpił w czasie, gdy wybuchła w Hiszpanii wojna domowa. Gdy rozgrywki przywrócono w 1939 roku, zespół został zdegradowany do drugiej ligi z powodu nieużyteczności nawierzchni boiska (oddziały generała Franco używały stadion w Oviedo jako skład amunicji). Oviedo od tego czasu występowało na różnych niższych szczeblach w Hiszpanii, a w latach 80. w Segunda División B. W 1988 roku zespół awansował do Primera División i grał w niej aż do sezonu 2001/2002. Najwyższą pozycję w lidze zajął w sezonie 1990/1991 – szóstą. Po spadku do drugiej ligi klub grał w niej przez kilka lat, a niedługo potem został zdegradowany do trzeciej ligi z powodu kłopotów finansowych. Natomiast na koniec sezonu 2006/2007 zajął 19. miejsce w Segunda División B i spadł do Tercera División (odpowiednika IV ligi). Od sezonu 2009/2010 Real Oviedo występuje w Segunda División B (III liga hiszpańska).
Rywalem derbowym Real Oviedo jest Sporting Gijón, który obecnie występuje w drugiej lidze po spadku w sezonie 2011/2012.
Ostatnio Real Oviedo przechodził problemy w związku z wiszącą groźbą bankructwa nad klubem. W tym okresie można było nabyć akcje klubu w celu jego ratunku. Cała akcja została zapoczątkowana przez brytyjskiego dziennikarza, Sida Lowe, który niegdyś przebywał na wymianie studenckiej w Oviedo. Akcja medialnie rozniosła się po całym świecie jako "S.O.S REAL OVIEDO". Klub został uratowany przez kibiców oraz inne osoby związane z klubem. Wszystkie te osoby uzbierały ponad 1,9 mln euro a ostatniego dnia do akcji przyłączył się najbogatszy człowiek Świata – Carlos Slim. Obecnie układ własnościowy w klubie rozkłada się następująco:
Celso González który jest w posiadaniu 4,16%, Zarząd klubu utrzymuje 8,4%, Alberto González ma 12,41% udziałów. Carlos Slim's Carso jest w posiadaniu 32,44%. Jednak większość udziałów przypada kibicom – 40,81% jak również małym udziałowcom oraz wychowankom klubu, którzy wspierali akcję od samego początku.

## Zawodnicy

### Obecny skład
Stan na 5 lutego 2018
| Nr | Poz. | Piłkarz                                     |
| -- | ---- | ------------------------------------------- |
| 1  | BR   | Alfonso Herrero                             |
| 2  | OB   | Diego Johannesson                           |
| 3  | OB   | Francisco Varela                            |
| 4  | OB   | Héctor Verdés                               |
| 5  | OB   | Juan Forlín                                 |
| 6  | OB   | Carlos Alarcón                              |
| 7  | PO   | Aarón Ñíguez                                |
| 8  | PO   | Ramón Folch                                 |
| 9  | NA   | Toché                                       |
| 10 | NA   | Miguel Linares                              |
| 11 | PO   | Matej Pučko                                 |
| 13 | BR   | Juan Carlos Martínez                        |
| 14 | NA   | Yaw Yeboah (wypożyczony z Manchesteru City) |

| Nr | Poz. | Piłkarz                                        |
| -- | ---- | ---------------------------------------------- |
| 15 | PO   | McDonald Mariga                                |
| 16 | PO   | Diego Fabbrini (wypożyczony z Birmingham City) |
| 17 | PO   | Patrik Hidi                                    |
| 18 | OB   | Christian Fernández Salas                      |
| 19 | OB   | Nahuel Valentini                               |
| 20 | OB   | Guillermo Cotugno                              |
| 21 | NA   | Saúl Berjón                                    |
| 22 | PO   | David Rocha                                    |
| 23 | OB   | José Angresola                                 |
| 24 | NA   | Olmes García (wypożyczony z América Cali)      |
| 27 | PO   | Víctor Álvarez                                 |
| 32 | NA   | Steven Prieto                                  |

## Najsławniejsi wychowankowie Realu Oviedo
Klub może się poszczycić niezłą szkołą dla młodzików. W ostatnich latach wypuściła w świat między innymi takich zawodników jak:
- Santi Cazorla
- Juan Mata
- Michu

## Europejskie puchary
Legenda do wszystkich tabel:
- Q – runda eliminacyjna, 1/16, 1/8, 1/4, 1/2 – odpowiednia faza rozgrywek, Grupa – runda grupowa, 1r gr – pierwsza runda grupowa, 2r gr – druga runda grupowa, F – finał, R – runda, PO – play-off
- k. – rzuty karne, los. – losowanie, Dogr. – dogrywka, w. – zasada bramek strzelonych na wyjeździe

| Sezon   | Rozgrywki   | Runda | Przeciwnik | Dom | Wyjazd | Ogólnie |
| ------- | ----------- | ----- | ---------- | --- | ------ | ------- |
| 1991/92 | Puchar UEFA | 1R    | Genoa CFC  | 1–0 | 1–3    | 2–3     |